# Cuenca del Caribe

Países de la cuenca del Caribe.

La cuenca del Caribe es el área geográfica que va desde el norte en las Antillas Mayores (Cuba, La Española y Puerto Rico) hacia el oeste por litoral caribeño de la península de Yucatán, en México y las costas caribeñas de América Central, continuando hacia el este por el arco que forman las Antillas Menores y hacia el sur por las costas caribeñas de Panamá, Colombia y Venezuela. Se acostumbra incluir a las Bermudas y al archipiélago de las Bahamas dentro de esta región, aunque se encuentren ubicadas en el océano Atlántico fuera del arco, dado que comparten el legado cultural e histórico de los países de las Antillas Menores.
En el contexto geopolítico, el término Cuenca del Caribe o Gran Caribe también ha sido utilizado para agrupar al grupo de países en desarrollo que tienen litoral en el mar Caribe, e incluye a México, los siete países de América Central, Colombia, Venezuela y todos los países insulares de las Antillas.
En el contexto específico de la Guerra Fría, el entonces presidente Ronald Reagan acuñó el término para definir la región beneficiada por el programa económico de la Iniciativa de la Cuenca del Caribe (ICC), aprobado como ley estadounidense en 1983. En este contexto, la cuenca del Caribe incluyó solamente a los países del Caribe insular y América Central que cumplieron con los requisitos de la Ley de la ICC, y quedaron excluidos Cuba y Nicaragua.

## Estados de la cuenca del Caribe
| 1. Bahamas 2. Barbados 3. Belice 4. Bermudas 5. Colombia 6. Costa Rica 7. Cuba 8. Dominica 9. Granada 10. Guatemala 11. Haití 12. Honduras 13. Jamaica | 1. México 2. Nicaragua 3. Panamá 4. Puerto Rico 5. República Dominicana 6. San Cristóbal y Nieves 7. San Vicente y las Granadinas 8. Santa Lucía 9. Trinidad y Tobago 10. Venezuela |

La Asociación de Estados del Caribe, creada en 1994, incluye también a Antigua y Barbuda, Guyana y Surinam, todos países vecinos pero sin litoral con el mar Caribe, que comparten la historia y origen cultural de muchos países de las Antillas. 
Además, en la cuenca del Caribe, hay territorios o dependencias de otros países que no se ubican en la cuenca del Caribe:
- Puerto Rico e Islas Vírgenes de Estados Unidos, dependientes de los Estados Unidos;

- Guadalupe —islas de Basse-Terre, La Desirade, Grande-Terre, Petite Terre, Les Saintes y Marie-Galante—, Martinica, San Martín e isla de San Bartolomé, dependientes de Francia;

- Antillas Neerlandesas, dependientes de los Países Bajos

- Anguila, Bermudas, islas Vírgenes Británicas, islas Caimán, islas Turcas y Caicos y Montserrat, dependientes del Reino Unido;